# Deutsche Volkshalle

La Deutsche Volkshalle est un journal allemand du Vormärz qui, comme porte-parole des catholiques, a paru entre octobre 1849 et juillet 1855. La dernière édition est datée du 10 juillet 1855. Willibald Apollinar Maier était rédacteur en chef du journal.  

## Source de la traduction
- (de) Cet article est partiellement ou en totalité issu de l’article de Wikipédia en allemand intitulé « Deutsche Volkshalle » (voir la liste des auteurs).